# Barbenheimer
Barbenheimer és un fenomen d'Internet que va començar a circular abans de l'⁣estrena a les sales de dues pel·lícules diametralment oposades en el seu gènere, com Barbie i Oppenheimer, estrenades el 21 de juliol de 2023. La paraula és un acrònim dels títols de les pel·lícules. El contrast entre Barbie, una pel·lícula de comèdia fantàstica dirigida per Greta Gerwig sobre la nina de moda Barbie, i Oppenheimer, una pel·lícula de thriller biogràfic dirigida per Christopher Nolan sobre el físic teòric J. Robert Oppenheimer, va provocar una resposta còmica dels internautes; Polygon va descriure les dues pel·lícules com "extrems oposats".

## Barbievs.Oppenheimer
El fenomen Barbenheimer és una instància de contraprogramació, una estratègia de màrqueting en la qual s'estrenen pel·lícules tonalment diferents el mateix dia per atraure un grup poc representat. La revista masculina GQ va observar el fenomen que es va produir durant la temporada de vacances, com ara El gat amb botes: l'últim desig i Avatar: El sentit de l'aigua el 2022, i va comparar l'estiu amb un "esport de sang per tot o res". El 2022 es va produir contraprogramació amb les pel·lícules d'estiu Top Gun: Maverick i The Bob's Burgers Movie, en què la segona és una pel·lícula més petita que la primera, la qual cosa permet aquesta dinàmica. En comparar Barbie i Oppenheimer, The AV Club va dir: "Una d'aquestes pel·lícules té un personatge principal que lluita amb el concepte de la mort. L'altre és Oppenheimer". Als Estats Units i el Canadà, Barbie i Oppenheimer s'estrenarien la mateixa data, el 21 de juliol de 2023. La data d'estrena de la pel·lícula va establir paral·lelismes amb la mateixa data d'estrena de la pel·lícula de superherois The Dark Knight —dirigida pel director d'Oppenheimer Christopher Nolan— i el musical de jukebox Mamma Mia! el 2008.
Els usuaris d'Internet van notar la juxtaposició de les pel·lícules i van publicar mems a Twitter. Els temes d'aquests acudits van incloure, entre altres coses, la vestimenta en què els assistents veuran Barbie i Oppenheimer: extravagant i formal, respectivament. Els dissenyadors de samarretes d'⁣Etsy van aprofitar la baralla dissenyant samarretes amb les paraules "Barbenheimer"; Les primeres versions van utilitzar directament les marques de les dues pel·lícules i col·locar-les una al costat de l'altra, mentre que les versions posteriors van dissenyar una marca de paraula inspirada en Barbie amb "Barbenheimer". Diversos tuits feien referència a les Sherbet Homes, dues cases de Pacific Palisades marcades pel seu aspecte totalment negre d'una i el seu aspecte rosat per l'altra.

## Impacte a la taquilla
Tot i que es preveié que Barbie ingressaria entre 80 i 100 milions de dòlars, es preveuria que Oppenheimer obtindria 50 milions de dòlars el seu primer cap de setmana. Dues setmanes abans del seu llançament, AMC Theatres va anunciar que més de 20.000 membres d'AMC Stubs ja havien reservat entrades per a ambdues pel·lícules el mateix dia.

## Reaccions

### Indústria del cinema
L'actor Tom Cruise va fer referència al fenomen en un tuit en què va oferir entrades per a Barbie i Oppenheimer amb Mission: Impossible – Dead Reckoning Part One (2023) del director Christopher McQuarrie i es va referir a les dues pel·lícules com a doble llargmetratge; Cruise ha donat suport econòmic a la indústria de taquilles teatrals després de l'èxit de Top Gun: Maverick i la proclamació del director Steven Spielberg que Cruise "va salvar el cul a Hollywood". L'estrella de Gerwig i Barbie, Margot Robbie, s'uniria a la marató de cinema de Cruise i va recollir les entrades per a Oppenheimer. A l'estrena d'⁣Air, l'actor i estrella d'Oppenheimer Matt Damon va dir a Vanity Fair que el públic "és autoritzat a anar a veure dues pel·lícules en un cap de setmana". A l'estrena de Barbie, Gerwig, juntament amb Issa Rae, van donar suport encara més al concepte de doble funció, amb Rae afirmant: "M'encanta que hi hagi solidaritat, tot i que la gent va intentar enfrontar-nos els uns als altres, però ara s'ha convertit en una situació de doble funció". En una entrevista a La Vanguardia, l'estrella d'Oppenheimer, Cillian Murphy, va avalar el fenomen, dient: "El meu consell seria que la gent anés a veure tots dos el mateix dia. Si són bones pel·lícules, això és benefici del cinema".

### Anàlisi
Ryan Gilbey de The Guardian va contrastar Barbenheimer amb la guerra entre Blur i Oasis en el Britpop dels anys noranta.